# The Spy in Black
The Spy in Black is een Britse thriller uit 1939 onder regie van Michael Powell. Destijds werd de film in het Nederlandse taalgebied uitgebracht onder de titel De zwarte spion.

## Verhaal
De Duitse duikbootcommandant Hardt wordt tijdens de Eerste Wereldoorlog naar Schotland gestuurd. Hij moet samen met twee Britten, een lerares en een marineofficier plannen uitwerken om een deel van de Britse vloot uit te schakelen.

## Rolverdeling
| Acteur           | Personage        |
| ---------------- | ---------------- |
| Conrad Veidt     | Kapitein Hardt   |
| Sebastian Shaw   | Ashington        |
| Valerie Hobson   | Onderwijzeres    |
| Marius Goring    | Schuster         |
| June Duprez      | Anne Burnett     |
| Athole Stewart   | Hector Matthews  |
| Agnes Lauchlan   | Mevrouw Matthews |
| Helen Haye       | Mevrouw Sedley   |
| Cyril Raymond    | John Harris      |
| George Summers   | Kapitein Ratter  |
| Hay Petrie       | Ingenieur        |
| Grant Sutherland | Bob Bratt        |
| Robert Rendel    | Admiraal         |
| Mary Morris      | Chauffeur        |
| Margaret Moffatt | Kate             |